# Hôtel Méliand
L'hôtel Méliand est un ancien hôtel particulier situé sur l'île Saint-Louis à Paris, en France.

## Localisation

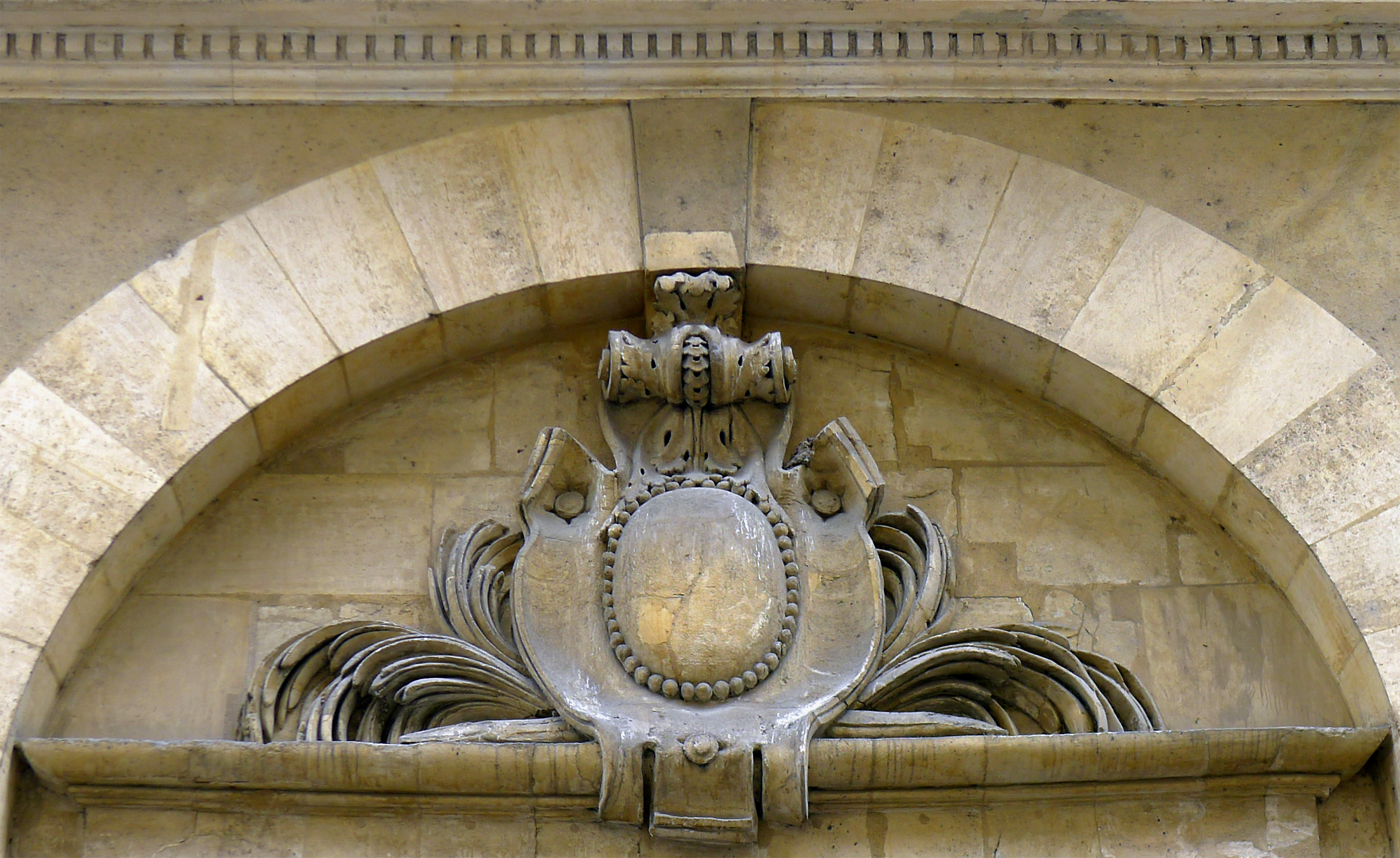
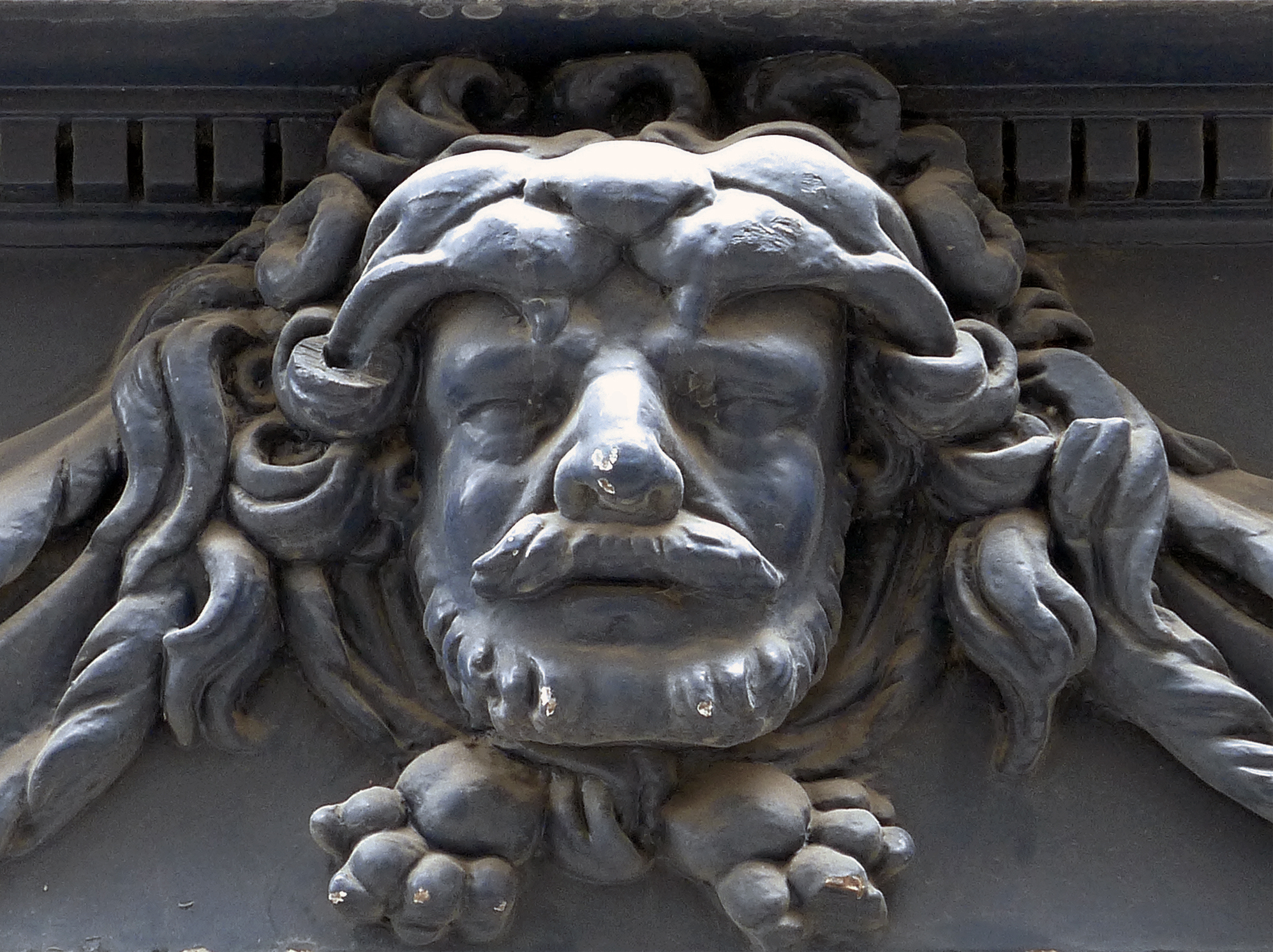

L'hôtel est situé dans le 4e arrondissement de Paris, sur la rive nord de l'île Saint-Louis, à l'angle du 19 quai d'Anjou et du 20 rue Poulletier. Il jouxte l'hôtel de Lauzun.

## Historique
L'hôtel Méliand est construit en 1642. Il porte le nom de Blaise Méliand, procureur général au Parlement.
Alfred Gérente y meurt en 1868.
L'édifice fait l’objet d’une inscription au titre des monuments historiques depuis le 4 juillet 1988. Il abrite désormais une école maternelle et une école élémentaire, depuis le rachat de l'hôtel par la Ville de Paris en 1894.